# 나오미 저드
나오미 저드(영어: Naomi Judd, 1946년 1월 11일~2022년 4월 30일)는 미국의 컨트리 가수, 배우이다. 딸 와이노나 저드와 함께 컨트리 듀오 더 저드스(The Judds)의 멤버로도 활동했다.

## 출연 작품
- 언 에버그린 크리스마스(2014년) - 허니 역
- 윈도우 원더랜드(2013년) - 리타 역
- Nearlyweds (2013) - 레니 역
- 썸원 라이크 유(2000년)
- 패밀리 트리(1999년)
- 리오 디아블로(1993년)
- 청춘 낙서 2(1979년) - 걸 인 버스 역

### 텔레비전
- 의뢰인 (1996, The Client)